# Gualberto Fernández
Juan Gualberto Fernández (né le 12 juillet 1941 au Salvador) est un joueur de football international salvadorien, qui évoluait au poste de gardien de but, avant de devenir ensuite entraîneur.

## Biographie

### Carrière de joueur

#### Carrière en sélection
Avec l'équipe du Salvador, il figure dans le groupe des sélectionnés lors de la Coupe du monde de 1970. Il ne joue pas de matchs lors de la phase finale de cette compétition, mais dispute toutefois 8 matchs comptant pour les tours préliminaires de ce tournoi.
Il participe également aux Jeux olympiques de 1968 organisés au Mexique.